# Yoon Pyeong-gook
Đây là một tên người Triều Tiên, họ là Yoon.
Yoon Pyeong-gook (sinh ngày 8 tháng 2 năm 1992) là một cầu thủ bóng đá Hàn Quốc thi đấu cho Gwangju FC.